# 贝亚特丽斯·埃德维热

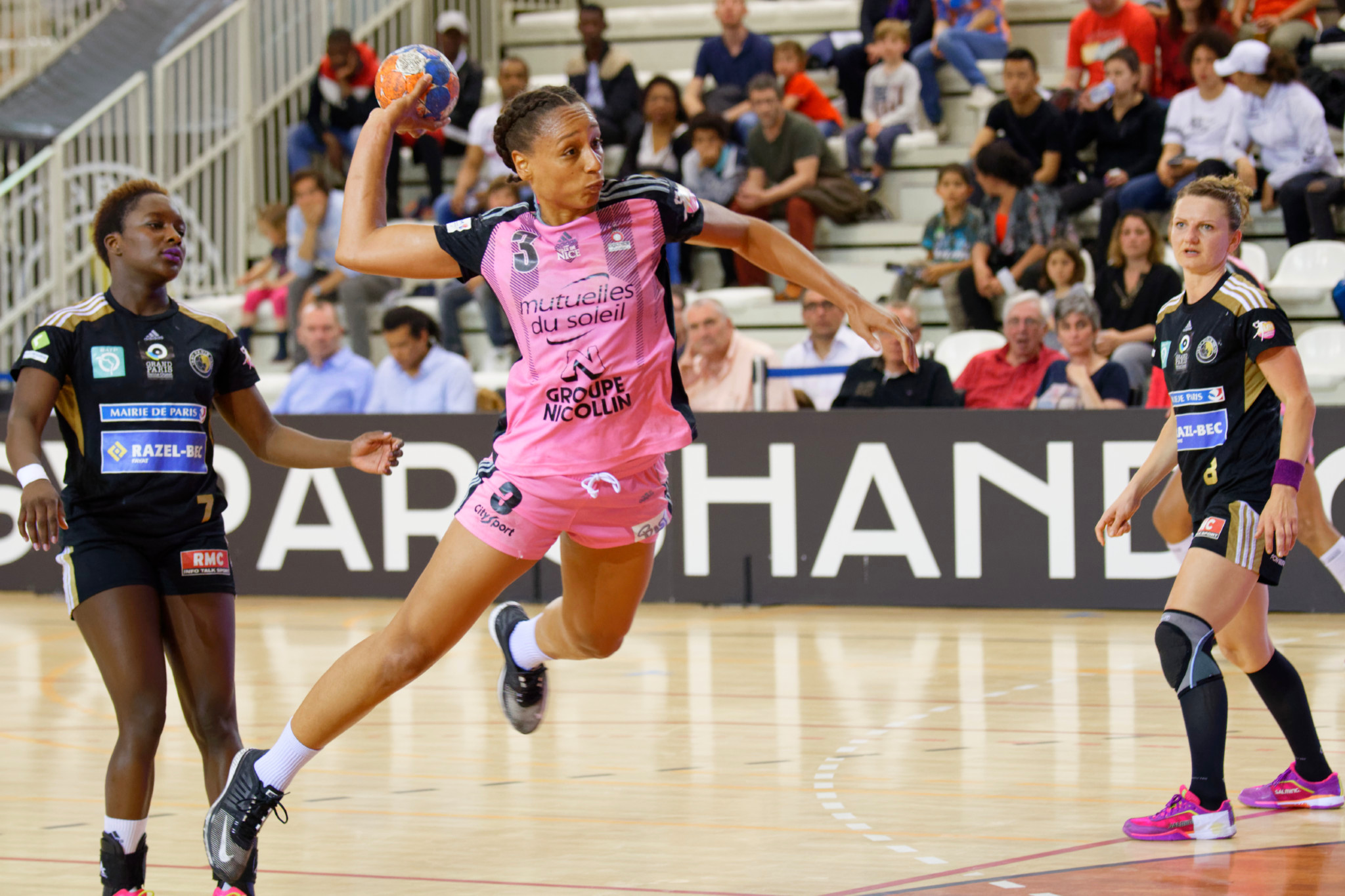
2016年5月28日贝亚特丽斯·埃德维热穿着尼斯的球衣参加比赛

贝亚特丽斯·埃德维热（法語：Béatrice Edwige，1988年10月3日—）是一名法国女子手球运动员。她曾代表法国国家队参加2016年和2020年夏季奥林匹克运动会手球比赛，获得一枚金牌和一枚银牌。她是法國國家女子手球隊成员，目前为匈牙利费伦茨瓦罗斯体育俱乐部女子手球队效力。她的主要专长是防守，但有时也会演变为进攻的枢纽。
随梅斯手球俱乐部她多次成为法国冠军，在2020年夏季奧林匹克運動會手球比賽、2017年世界女子手球錦標賽和2018年歐洲女子手球錦標賽上她均获冠军。

## 生平
贝亚特丽斯·埃德维热出生于巴黎，但是她在法屬圭亞那西部的馬納长大。她在那里待到她11岁，此后她的父母决定重返法国大陆。
她首先在贝勒河畔塞勒打球，2009年加入第戎手球队的甲级队。2012/13年赛季末埃德维热随第戎首次参加法国女子手球冠军杯决赛。赛季后2013年6月她首次参加国家队在蒙贝利亚尔与克罗地亚国家队的比赛。但是在冠军杯后第戎降级到二级联赛。她决定留在第戎，并帮助球队在2013/14年赛季获得乙级联赛冠军，并很快重新进入精英球队的行列。
2014年夏埃德维热离开第戎，加入尼斯手球队。
2015年3月，在她首次被选入国家队两年后埃德维热再次被选入法国国家队。2015年12月她随法国手球队参加2015年世界女子手球錦標賽，这是她第一次参加国际比赛。该赛季结束后她当选2014/15赛季最佳后卫。
2016年5月埃德维热宣布在效力尼斯两年后将于下一个赛季转到梅斯手球俱乐部，在尼斯她为自己打开了法国最强中锋之一的名声。她取代2015/16年赛季结束后退役的梅斯队长。
她随法国国家队参加在里约热内卢举办的2016年夏季奧林匹克運動會女子手球比賽。在决赛中法国队和埃德维热输给俄罗斯获银牌。埃德维热本人为这枚银牌做出巨大贡献。埃德维热在这场比赛中出场时间很长，虽然她仅进球四次，但是她在防守方面出色，截球三次，拦球11次。
当年年末她随法国国家队在歐洲女子手球錦標賽上获得铜牌。她的方位效率高，上场时间长，被评为锦标赛的最佳防御手。
她随法国国家队参加2017年世界女子手球錦標賽和2018年歐洲女子手球錦標賽并得冠。
2018/19年赛季里梅斯成绩非常好，球队成为第一个进入欧洲女子手球冠军赛半决赛的法国俱乐部球队，球队赢得法国锦标赛冠军和法国杯冠军。她为梅斯效力的最后一场比赛是法国杯决赛。她投球九次，进球八次，这是她在梅斯的纪录。她成为2018/19赛季法国锦标赛中的最佳中锋和最佳防守。
2019年埃德维热与欧洲冠军杰尔女子手球队签署合同。2020年3月她恢复在里昂商学院的管理学硕士学业。
2022年2月21日她被租借给费伦茨瓦罗斯体育俱乐部，租借合同签到赛季结束。她成为第一名穿该俱乐部球衣的法国人。她很快就适应了新球队的情况，在匈牙利杯决赛中战胜她的老球队杰尔她做出贡献。由于俄罗斯俱乐部被制裁埃德维热与顿河畔罗斯托夫的合同被解除，她与费伦茨瓦罗斯体育俱乐部的合同被延长两年。
2022年费伦茨瓦罗斯在欧洲锦标赛中获得第4名。2022年12月2日埃德维热的俱乐部公布埃德维热因为在训练中膝盖十字韧带断裂不得不中止参加2022/23年赛季。